# Домът, който откраднах
„Домът, който откраднах“ (на испански: El hogar que yo robé) е мексиканска теленовела, режисирана от Маноло Гарсия и Димитриос Сарас и продуцирана от Валентин Пимстейн за Телевиса през 1981 г. Базирана е на едноименната радионовела, създадена от Инес Родена.
В главните роли са Анхелика Мария (изпълняваща две роли - положителна и отрицателна) и Хуан Ферара, а в другата отрицателна роля е Анхелика Арагон. Специално участие вземат Алдо Монти, Вирхиния Мансано и Сокоро Бония.

## Сюжет
Андреа Веларде е млада омъжена жена, която изневерява на съпруга си с Едуардо. Андреа и Едуардо пътуват до турситически дестинации. Посещават казино и след вечеря, Андреа отива в женската тоалетна, където да оправи грима, и изведнъж лицето ѝ се отразява в огледалото, но изображението не е нейното, а на друга жена. Изненадана, Андреа открива Виктория, скромно момиче, загърбило суетата, което също е изненадано от приликата си с богатата и изискана жена.
На Андреа ѝ хрумва идеята да се наслаждава на свободата си, като предлага пари на Виктория, която трябва да се представя за нея, тъй като те са идентични и никой няма да забележи промените. Виктория трябва да отиде в дома на Андреа, да живее със съпруга ѝ и да прекара известно време, наслаждавайки се на луксозен живот, докато Андреа пътува с любовника си. Ужасена, Виктория отказва, казвайки на Андреа, че не може да бъде с непознат човек. Андреа се смее, отговаряйки, че няма нужда от брачен живот, за да може да мами съпруга си, като казва, че е болна и не може да са интимни, и че е разумен и няма да я принуди.
Андреа се дава дрехите си на Виктория и я принуждава да се яви пред Едуардо, който не забелязва, че пред него е друга жена. Андреа разказва на Виктория, че живее в имение със съпруга си Карлос Валентин, двете малки деца от първия му брак, майка му доня Аманда и неговите брат и сестра, Луис Фелипе и Хеновева. За да я принуди, Андреа обвинява Виктория, че е откраднала диамантената ѝ гривна. Без никакъв изход Виктория се съгласява с плана на Андреа и отива в дома ѝ. Виктория ще помогне на семейството в бизнеса, а Андреа ще продължи да е егоистичното, извратено създание, което винаги е била.

## Актьори
Част от актьорския състав:
- Анхелика Мария – Виктория Валдес Ролдан / Андреа Монтомайор де Веларде
- Хуан Ферара – Карлос Валентин Веларде
- Грегорио Касал – Рейналдо
- Вирхиния Мансано – Аманда Веларде
- Анхелика Арагон – Хеновева Веларде
- Алдо Монти – Луис Фелипе Веларде
- Леонардо Даниел – Едуардо
- Рене Гарсия – Карлитос Веларде
- Марица Оливарес – Флорита
- Мария Клара Сурита – Тереса
- Анхелика Вале – Аурорита Веларде
- Марта Вердуско – Вирхиния
- Кармен Белен Ричардсън – Фернанда
- Луис Кутуриер – Силвестре Солер
- Артуро Гисар – Исидоро
- Сокоро Бония – Диана
- Еухенио Кобо – Карим Сауд
- Ада Караско – Полковничката
- Саби Камалич – Химена Фуентес
- Едит Гонсалес – Паулина
- Алехандро Томаси – Даниел
- Алма Делфина – Кармита
- Летисия Пердигон
- Едуардо Яниес – Барман
- Алфонсо Итуралде – Лисандро / Родриго Монтемайор
- Беатрис Агире – Ханита
- Хуан Пелаес – Браулио

## Премиера
Премиерата на Домът, който откраднах е на 16 февруари 1981 г. по Canal 2. Последният 105. епизод е излъчен на 10 юли 1981 г.

## Адаптации
- Домът, който откраднах е базирана на едноименната радионовела El hogar que yo robé. Върху същата история се основават и следните теленовели:
- La usurpadora, продуцирана за RCTV през 1972 г. С участието на Раул Амундарай и Марина Баура в ролята на близначките.
- RCTV създава през 1987 г. теленовелата La intrusa. С участието на Мариела Алкала и Виктор Камара.
- Телевиса създава през 1998 г. теленовелата Узурпаторката, режисирана от Беатрис Шеридан и продуцирана от Салвадор Мехия. С участието на Габриела Спаник и Фернандо Колунга.
- През 2012 г., RTI Producciones, Телевиса и Univision създават адаптацията Коя си ти?. С участието на Лаура Кармине и Хулиан Хил.
- Телевиса създава през 2019 г. теленовелата Узурпаторката. С участието на Сандра Ечеверия и Андрес Паласиос.